# Matenadaran
Das Mesrop-Maschtoz-Institut für alte Manuskripte (armenisch Մեսրոպ Մաշտոցի անվան հին ձեռագրերի ինստիտուտ Mesrop Mashtots'i anvan hin dzeragreri institut), kurz Matenadaran (Մատենադարանⓘ; altarmenisch für „Bibliothek“, „Aufbewahrungsort von Handschriften“) ist das Zentralarchiv für alte armenische Handschriften in Jerewan, Armenien. Seit 1962 ist es nach dem Heiligen Mesrop Maschtoz benannt, dem Entwickler des armenischen Alphabets. Im Jahr 1997 wurde die Sammlung von Handschriften von der UNESCO zum Weltdokumentenerbe erklärt.
Der Hauptteil des Bestandes von 17.000 Handschriften geht auf den Matenadaran des Katholikats der Armenischen Apostolischen Kirche in Etschmiadsin zurück. 1920 enteignet und nach Moskau überführt, gelangte die Sammlung 1939 nach Jerewan. Das heutige Gebäude im neo-armenischen Stil wurde zwischen 1945 und 1957 von Mark Grigoryan, dem damaligen Hausarchitekten von Jerewan errichtet. Das Magazin wurde atombombensicher in den Fels gehauen und leidet heute unter Wassereinbrüchen.
Die Sammlung enthält herausragende Beispiele armenischer Miniaturen. Das Etschmiadsin-Evangeliar von 989 in einem Elfenbeineinband des 6. Jahrhunderts hat fast den Rang einer nationalen Reliquie.

## Galerie

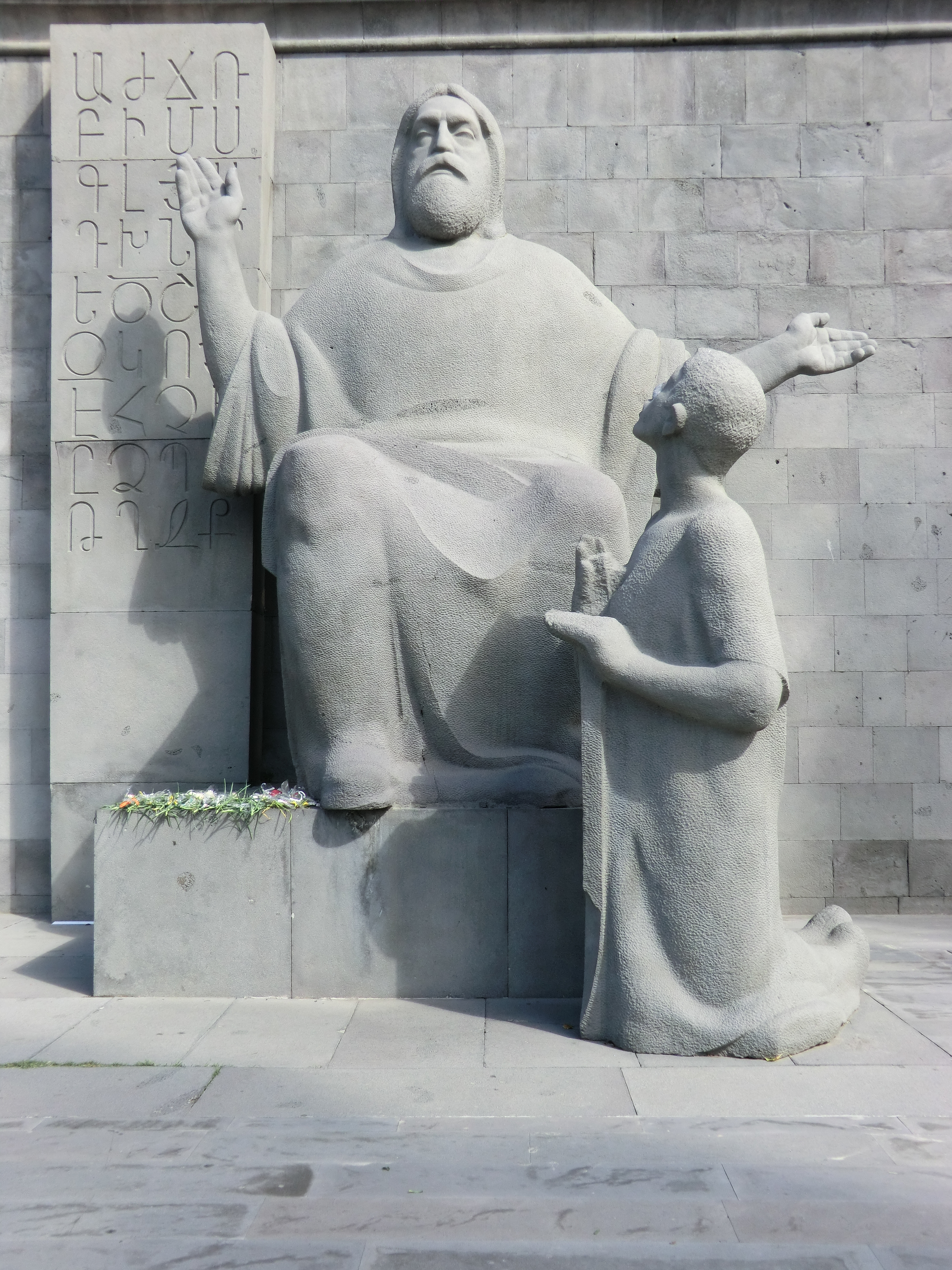
Mesrop Maschtoz und das armenische Alphabet (G. Tschubarjan, 1961)
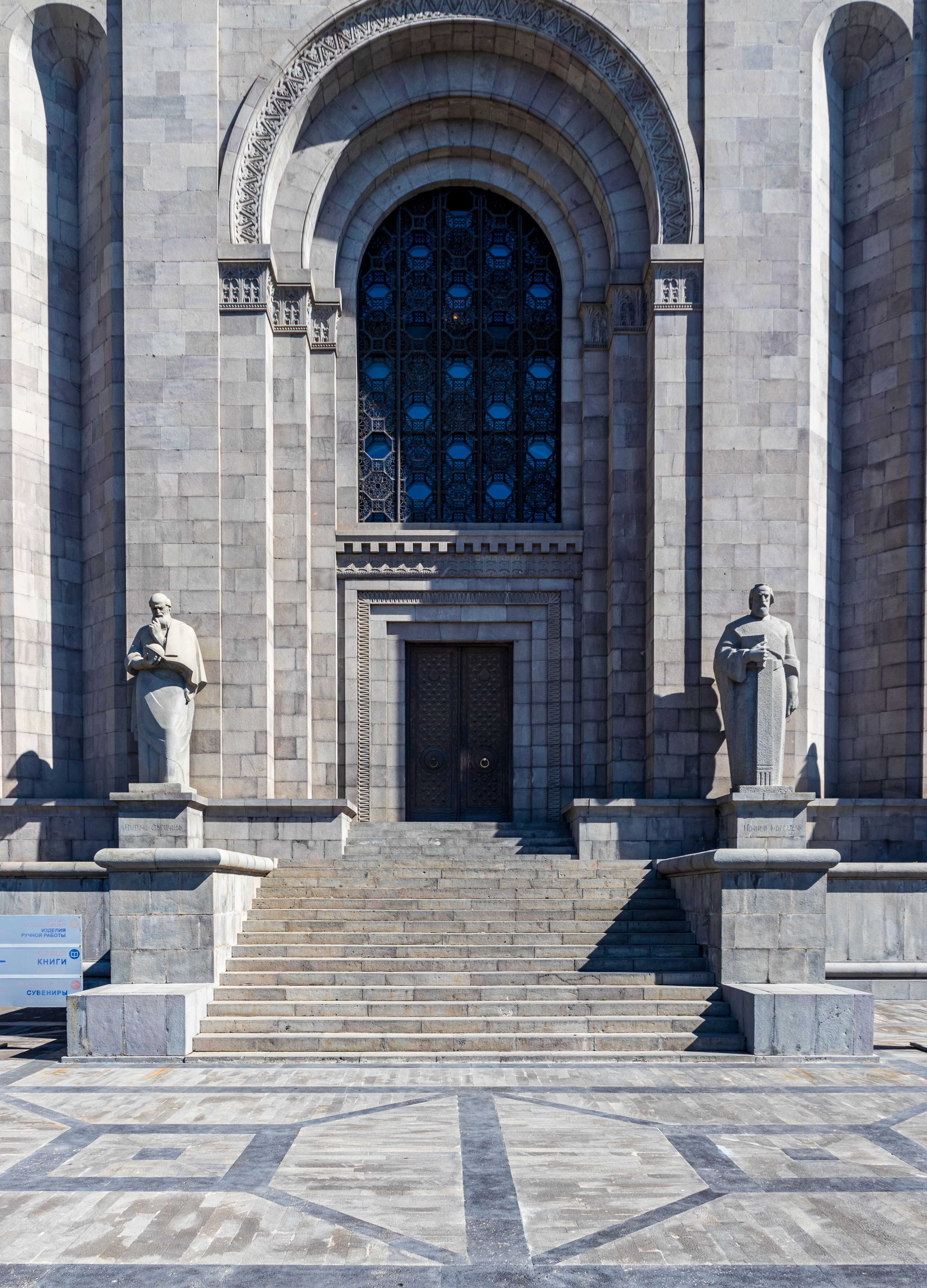
Eingang
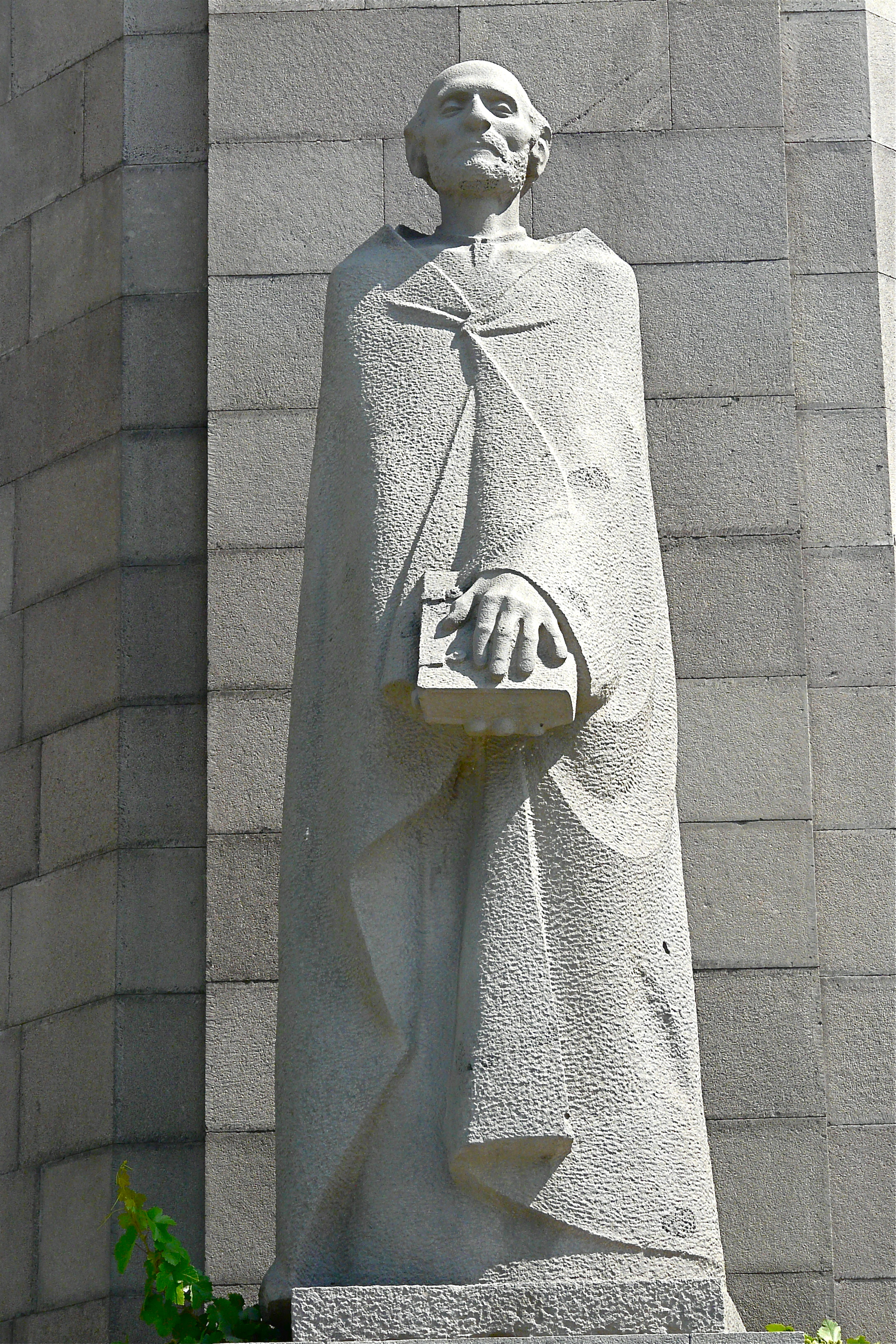
Mchitar Gosch (G. Tschubarjan, 1972)
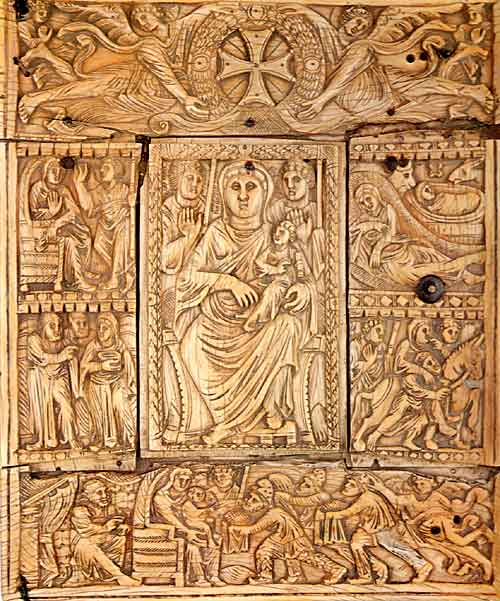
Einband des Etschmiadsin-Evangeliars, 6. Jh.
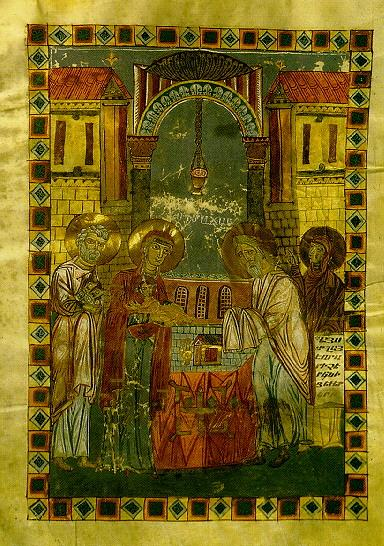
Mughni-Evangeliar um 1060
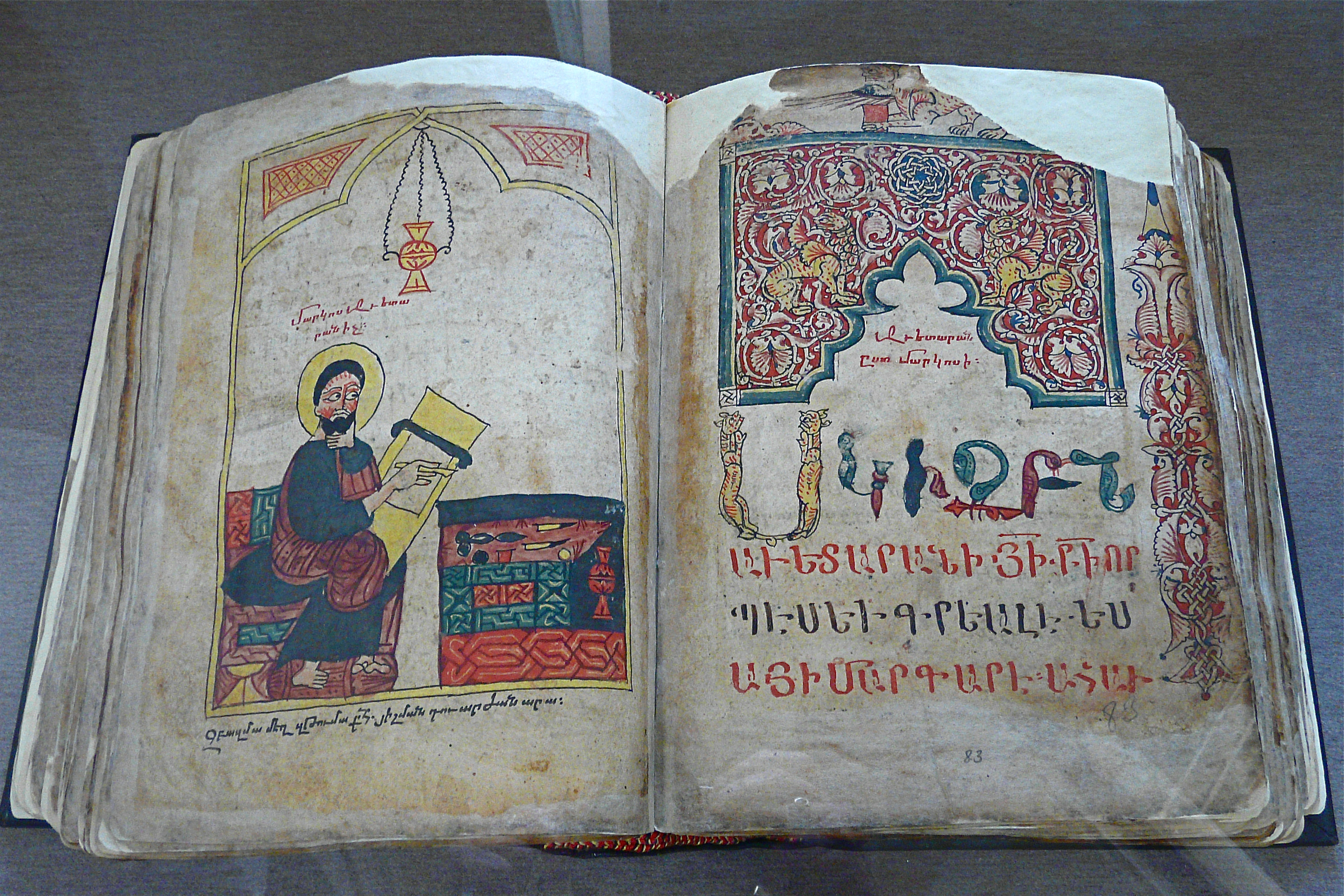
Ein Manuskript der Sammlung
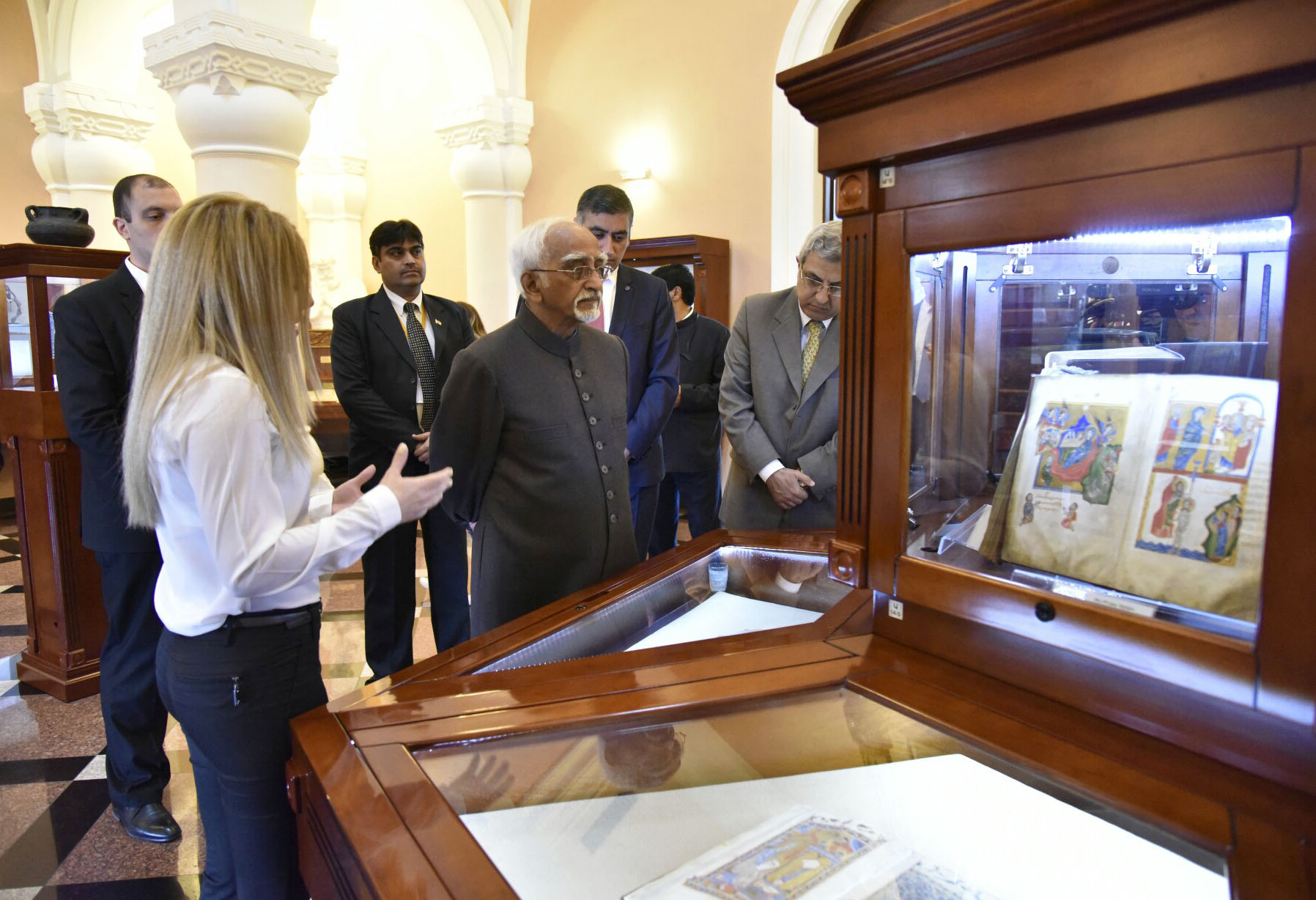
Der indische Vize-Präsident Ansari besichtigt die Sammlung (2017)
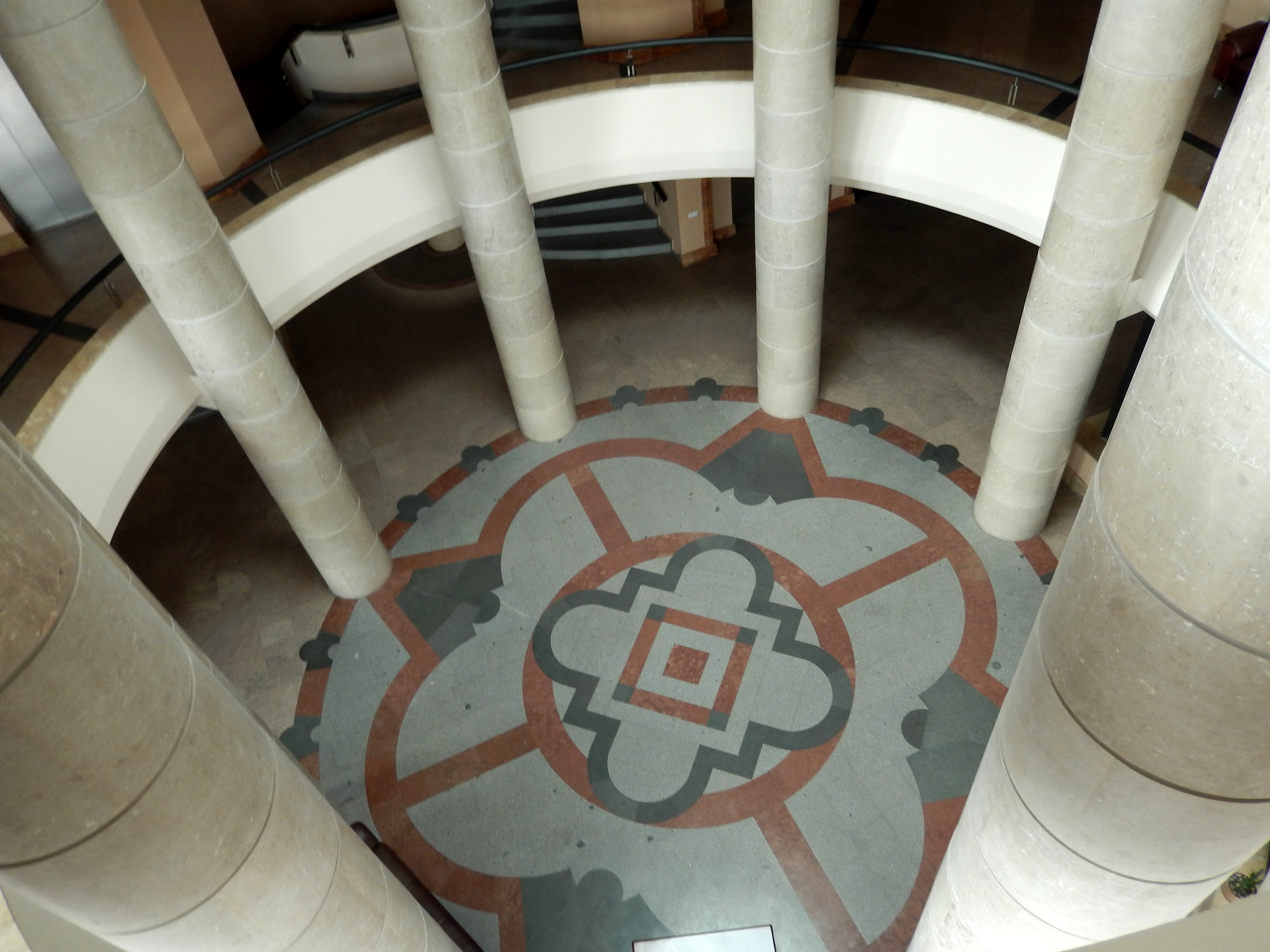
Treppenhalle
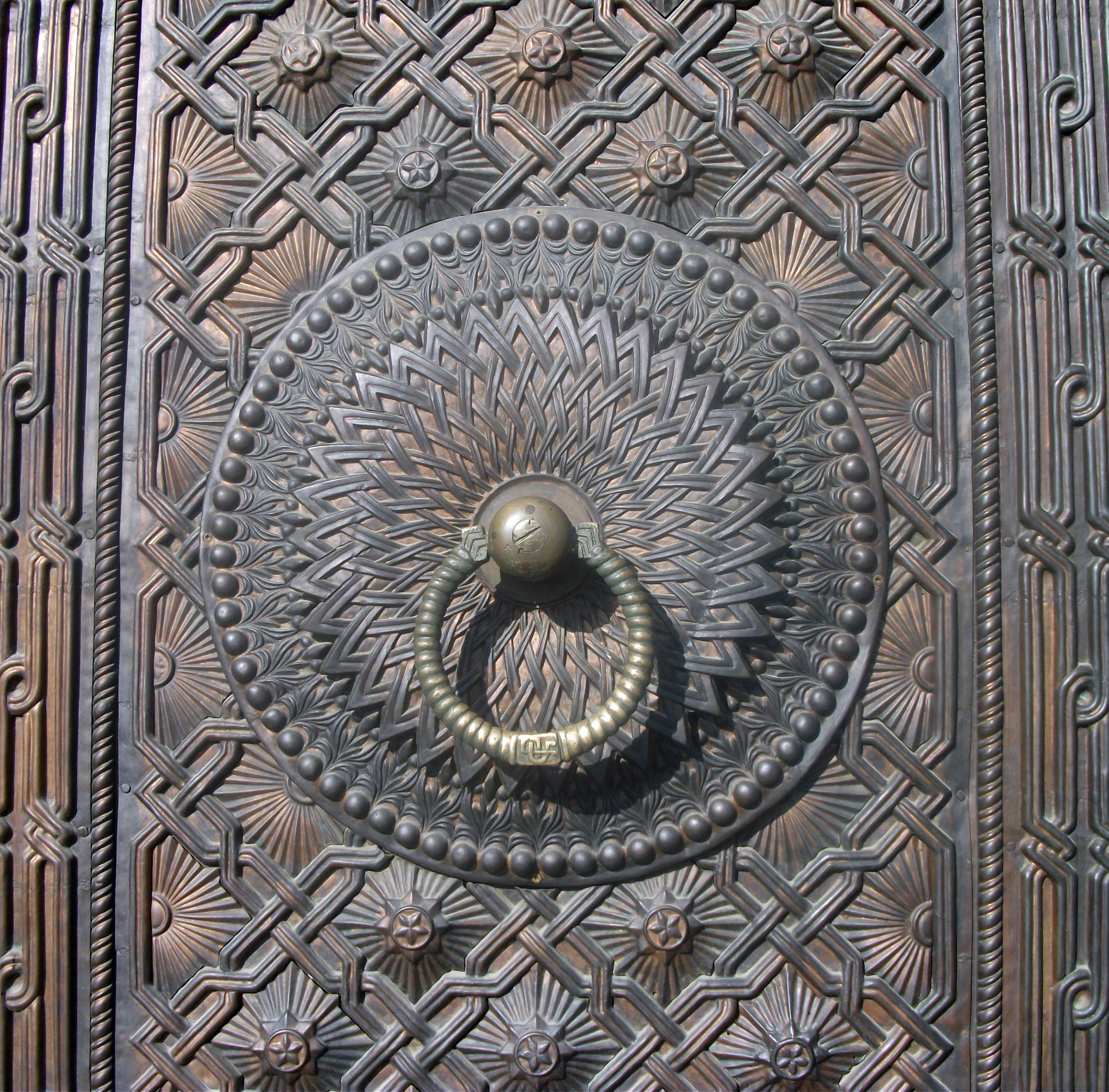
Kupfertür des Eingangs